# Manolas (Semana Santa)
Las manolas son mujeres que forman parte de las procesiones de Semana Santa en España. Su atuendo característico se compone de un traje típico que consta de una mantilla, un vestido con volantes y encajes, zapatos de tacón negros y un abanico en la mano. Estas mujeres, elegantemente vestidas de negro en luto por la muerte de Cristo, son una representación viva de la tradición y la importancia de la mujer en la sociedad y su participación activa en la vida religiosa y cultural de la ciudad.

## Historia
Su origen surge de las llamadas Camareras de la Virgen, que eran mujeres que se dedicaban en cuerpo y alma a preparar los pasos que salían en las distintas procesiones. Las mujeres, en el pasado y salvo excepciones, no podían participar en la Semana Santa de la misma forma que el hombre. Su papel quedaba relegado a ser Manola, acompañar los pasos llorando la pasión y muerte de Jesús, Jueves Santo, Viernes Santo y Sabado Santo y luego celebrando el Domingo de Resurrección con una mantilla de un color más claro. 

## Vestimenta
El vestuario de las manolas, mujeres de la clase media-alta española del siglo XVIII y XIX, seguía ciertas normas y protocolos establecidos. La mantilla, un velo negro o blanco que cubría la cabeza y los hombros, era una prenda indispensable que denotaba recato y elegancia. Las faldas amplias y largas, como mínimo deben de cubrir la rodilla, generalmente de seda o terciopelo. Las piernas deben ir cubiertas con medias finas, negras y nunca tupidas. Usualmente se usan zapatos de tacón medio o alto color negro como calzado. Los adornos, como encajes, bordados y joyas, eran cuidadosamente seleccionados para complementar el atuendo y reflejar el estatus social. Este conjunto armónico de prendas y accesorios conformaba un código visual que permitía a las manolas expresar su identidad y posición dentro de la sociedad de la época.
En el año 2015, la Cámara de Comercio e Industria y Servicios de León publicó un libro de estilo que recupera un trabajo realizado por Sonia Alonso Álvarez “Papona Leonesa” y “Mujer de Mantilla” y sirve de guía a las nuevas generaciones para representar esta importante tradición en los desfiles procesionales. 